# Иоанн (Руденко)
Епи́скоп Ио́анн (в миру Влади́мир Никола́евич Руде́нко; 8 ноября 1966, Новосибирск) — архиерей Русской православной церкви, епископ Шуйский и Тейковский.

## Биография
Родился 8 ноября 1966 года в Новосибирске в семье служащих. Отец — Николай Иванович Руденко (род. 1941), мать — Светлана Анатольевна Руденко (1941 — 20.12.2013); брат — иеродиакон Кирилл (Руденко).
В 1983—1988 годах обучался в Новосибирском электротехническом институте. По окончании института остался работать в научно-исследовательской лаборатории, заочно учился в аспирантуре. В 1994 году защитил диссертацию на соискание учёной степени кандидата физико-математических наук по специальности «Радиофизика, включая квантовую радиофизику».
До марта 1998 году работал преподавателем на кафедрах прикладной и теоретической физики и антенных систем Новосибирского электротехнического института, последние два года в должности доцента.
Крещён 20 января 1996 года в Александро-Невском соборе в Новосибирске, после чего проходил послушание в храмах и мужских обителях Новосибирской епархии.
В 1997 году посетил в качестве трудника Николо-Шартомский монастырь в Ивановской области.
С сентября 1997 года учился в Новосибирском православном богословском институте, закончил первый семестр. 6 февраля 1998 года вновь прибыл в Николо-Шартомский монастырь на постоянное пребывание. 17 апреля 1998 года в Казанском храме Николо-Шартомского монастыря архимандритом Никоном (Фоминым) пострижен в монашество с именем Иоанн в честь Иоанна Предтечи.
24 мая 1998 года в храме Архангела Михаила села Архангел Комсомольского района Ивановской области архиепископом Амвросием (Щуровым) рукоположён в сан иеродиакона, 4 октября в Преображенском кафедральном соборе города Иваново архиепископом Амвросием рукоположён в сан иеромонаха.
В 1998—2001 годах заочно обучался в Московской духовной семинарии.
В 1998—1999 годах был преподавателем в Ивановском православном богословском институте апостола Иоанна Богослова. С 1999 года — первый проректор института.
В июне 1999 году назначен и. о. настоятеля строящегося храма в честь Всех святых при Ивановском государственном университете.
В 2000—2005 годах преподавал в Ивановском государственном университете и Шуйском государственном педагогическом университете.
В 2001—2005 годах заочно обучался в Московской духовной академии. В 2006 году в Московской духовной академии защитил диссертацию на соискание учёной степени кандидата богословия на тему «Опыт построения догматической системы по творениям святого Василия Великого».
В 2001—2005 и 2007—2009 годах — директор школы-интерната для мальчиков при Николо-Шартомском монастыре.
В 2005−2006 годах — настоятель храма иконы Божией Матери «Всех скорбящих Радость» в городе Иваново.
В 2005—2014 годах преподавал в Алексеевской Иваново-Вознесенской православной духовной семинарии.
С 2009 года — благочинный Воскресенского собора города Шуи.
С 2011 года — благочинный Николо-Шартомского монастыря.

### Архиерейство
16 апреля 2016 года решением Священного синода был избран епископом Воркутинским и Усинским.
20 апреля 2016 года в храме святителя Николая Чудотворца села Алферьево Тейковского района Ивановской области епископом Шуйским и Тейковским Никоном (Фоминым) возведён в сан архимандрита. 23 апреля в Тронном зале храма Христа Спасителя в Москве патриарх Московский и всея Руси Кирилл возглавил чин наречения архимандрита Иоанна (Руденко) во епископа Воркутинского и Усинского. 24 апреля в кафедральном соборном храме Христа Спасителя в Москве была совершена хиротония архимандрита Иоанна (Руденко) во епископа Воркутинского и Усинского, которую совершили патриарх Московский и всея Руси Кирилл, митрополит Волоколамский Иларион, митрополит Новгородский и Старорусский Лев, митрополит Истринский Арсений, митрополит Иваново-Вознесенский и Вичугский Иосиф, архиепископ Сыктывкарский и Коми-Зырянский Питирим (Волочков), епископ Солнечногорский Сергий (Чашин), епископ Рыбинский и Даниловский Вениамин (Лихоманов), епископ Воскресенский Савва (Михеев), епископ Карасукский и Ордынский Филипп (Новиков), епископ Шуйский и Тейковский Никон (Фомин), епископ Кинешемский и Палехский Иларион (Кайгородцев).
28 декабря 2017 года решением Священного синода (журнал № 117) назначен викарием Московской епархии с титулом «Домодедовский» с освобождением от управления Воркутинской епархией.
12 января 2018 года назначен управляющим Северо-Восточного викариатства Московской городской епархии и настоятелем храма Живоначальной Троицы в Свиблове.
14 июля 2018 года решением Священного синода назначен наместником Новоспасского ставропигиального монастыря. 20 июля Патриаршим указом освобождён от должности настоятеля храма Живоначальной Троицы в Свиблове города Москвы. 27 июля 2018 года распоряжением патриарха Кирилла освобождён от управления Северо-Восточным викариатством и назначен управляющим Юго-Восточным викариатством, викариатством новых территорий города Москвы, а также благочинием ставропигиальных приходов и Патриарших подворий в Московской области.
4 апреля 2019 года решением Священного синода назначен епископом Уржумским и Омутнинским, а 7 апреля распоряжением патриарха Кирилла освобождён от должности управляющего Викариатством новых территорий города Москвы.
С 8 декабря 2020 года является членом комиссии Межсоборного присутствия по богословию и богословскому образованию.
11 октября 2023 года решением Священного Синода РПЦ назначен епископом Шуйским и Тейковским.